# Улица Чайковского (Ярославль)
У́лица Чайко́вского (бывшая Любимская улица) — улица в центральной части города Ярославля, лежащая между Которосльной набережной и проспектом Октября. Нумерация домов ведётся от Которосльной набережной.

## История
До конца XVIII века на месте участка современной улицы от Пушкина до Салтыкова-Щедрина протекал Ершов ручей, впадавший в Которосль.
Улица была проложена в ходе перестройки города по регулярному плану 1778 года и получила название Любимская по городу Любиму Ярославской губернии. Она состояла из двух частей, сливавшихся около пересечения с Большой Рождественской улицей. Первая часть была проложена по прямой от Николо-Мокринской церкви до церкви Вознесения таким образом, что эти величественные храмы замыкали перспективу улицы с обеих сторон. Вторая часть начиналась от Большой Рождественской и проходила до Дворянской улицы. На Ершовом ручье, оказавшемся между двумя частями улицы, была организована система запруд. В дальнейшем, с устройством ливневой канализации, ручей пересох, пруды были засыпаны, и на улице разбили Любимский сквер. В конце XIX века улицу продлили до Которосльной набережной.
Около 1940 года советские власти переименовали Любимскую улицу в улицу Чайковского в честь русского композитора Петра Ильича Чайковского. В Любимском сквере в 1975 году установили обелиск в честь 30-летия Победы в Великой Отечественной войне 1941—1945 годов, выполненный скульптором Н. А. Пименовым и архитектором Э. И. Хидировым.

## Здания и сооружения

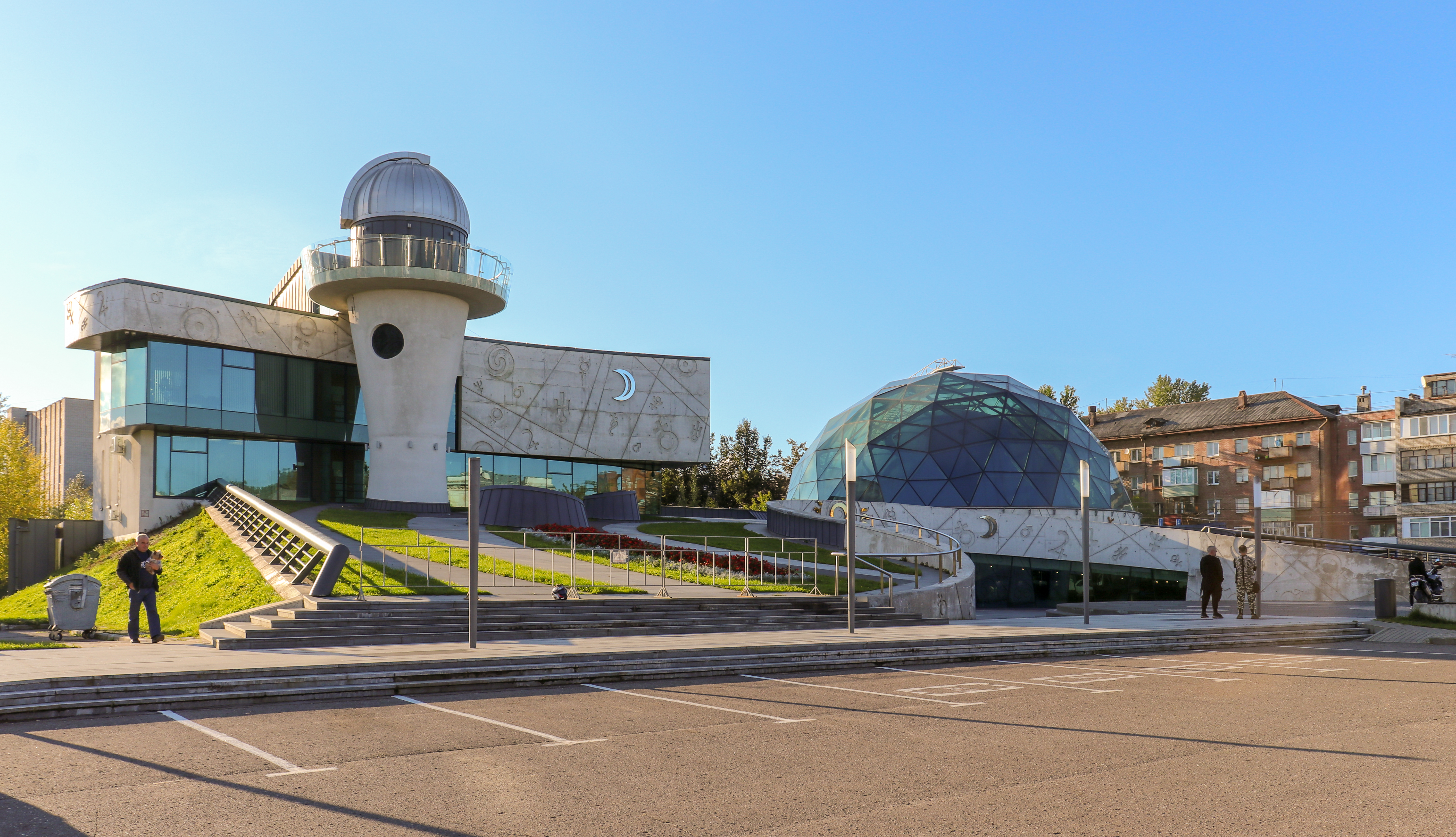
Планетарий

- № 1а — Церковь Тихвинской иконы Божьей Матери
- № 1б — Церковь Николая Чудотворца Мокринская
- № 3 — Ярославский планетарий
- № 4 — Бывший дом Иванова[4]
- № 21 — Дом-музей поэта Максима Богдановича
- № 23а — Бывшая усадьба Бибикова, построенная в 1908 году[5]
- № 37 — Ярославская городская электросеть
- № 42 — Департамент строительства Ярославской области
- № 47 — Областная стоматологическая поликлиника
- № 54 — Синагога
- № 53 — Лютеранская кирха святых Петра и Павла (1840-е годы, архитектор П. Я. Паньков)
- № 55 — Ярославский межрегиональный колледж градостроительства и управления
- № 56 — Одно из зданий Бутусовского посёлка